# M80 (шолом)

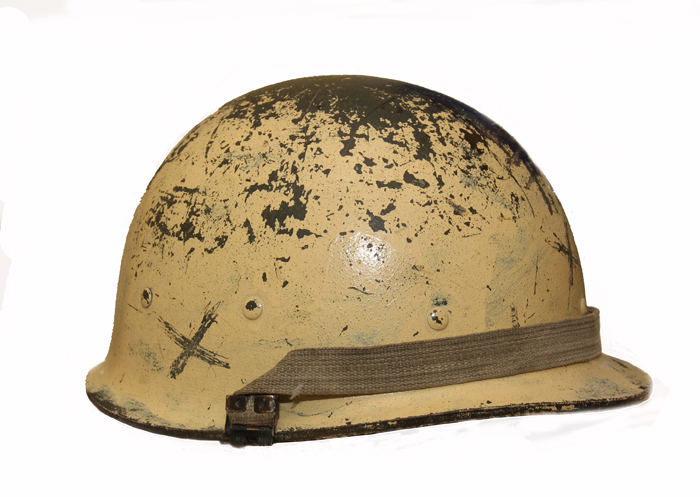
Шолом М-80

M80 — іракський військовий шолом. 

## Історія створення
На початку 80-х років режим Хусейна вирішив змінити сталеві шоломи радянського, польського та британського походження на сучасніші. Оскільки країна вела війни з Іраком, то закупівля у провідних держав була неможлива. Тоді розробка та виробництво було замовлено Піденній Кореї. Корейські інженери розробили новий шолом, який виготовлявся з пластику "Corlon" (виготовлявся по німецькій ліцензії). 
Зовні каска нагадувала американську М1 (були використані напрацювання по невиконаному ізраїльському проекту) та мала вагу в 960 грамів. 
Знаходився на озброєнні іракської армії до початку 2000-х років, коли був змінений на PASGT та інші американські зразки. 